# Jean van Malderen
Jean van Maldere (dont le nom latin est Johannes Malderus, né à Leeuw-Saint-Pierre (Belgique) en 1563 et décédé à Anvers (Belgique) en 1633, est un prêtre catholique, professeur de philosophie et recteur de l'Université de Louvain. Il fut évêque d'Anvers de 1611 à sa mort en 1633.

## Biographie
Il naquit le 14 août 1563 à Leeuw-Saint-Pierre, près de Bruxelles, de Zéger van Malderen et son épouse, née Elisabeth Walravens, et fut élevé par son oncle, nommé lui aussi Jean van Malderen, qui était curé du village et proche du cardinal de Granvelle. Il débuta ses études au collège jésuite de Bruxelles et alla ensuite suivre des cours de philosophie à Douai, puis se rendit à Louvain pour y étudier la théologie. Il suivit les enseignements de Jean de Lens et Jean Clarius.
En 1586, Jean van Malderen devint professeur de philosophie à l'université de Louvain et en 1602, recteur de cette même université. Appelé par l'archiduc Albert d'Autriche (1559-1621), il accède en 1611 au siège épiscopal d'Anvers, et est sacré en la cathédrale d'Anvers le 7 août par l'archevêque de Malines. Il poursuivit avec une implacable rigueur les hérétiques fort nombreux dans son diocèse.
Évêque, il exerça une grande influence dans les conseils de gouvernement et consacra d'importants moyens à l'embellissement de sa cathédrale.
Il institua des bourses d'études en faveur de ses proches : elles favorisaient les humanités, les sciences supérieures et la théologie. Une dernière pour favoriser les descendants des frères et sœurs de ses parents. Il portait comme armoiries : d'azur à un boisseau d'or qu'il écartelait avec celles de sa  mère née Walravens : d'argent à un corbeau essorant de sable.
Il meurt le 21 octobre 1633. Son tombeau se trouve en la cathédrale d'Anvers.

## Ses écrits
- Catholijck onderwijs tot versterckinghe vanden crancken in't gheloove, Anvers, Plantin, 1613.
- De Virtvtibvs Theologicis Et Ivstitia Et Religione Commentaria : Ad Secundam Secundæ D. Thomæ, Antverpiae : Off. Plantiniana, 1616
- Anti-Synodica, sive animadversiones in decreta conventus Dordraceni, quam vocant Synodum Nationalem, de quinque docrinae capitibus, inter remonstrantes & contraremonstrantes controversis, Antverpiae : Moretus & Meursius, 1620
- Censura libellorum scholasticalium, anno 1621.
- In Primam Secvndæ D. Thomae Commentaria : De Fine & Beatitudine hominis. De Actibus humanis. De Virtutibus, Vitiis, & Peccatis. De Legibus. De Gratia. De Iustificatione. De Meritis, Antverpiæ : Plantin, 1623
- Tractatus de Restrictionum Mentalium abusu, Antwerpen, 1624
- Tractatus de Sigillo Confessionis Sacramentalis, Antwerpen, ex officina Plantiniana, 1626.
- In Canticvm Canticorvm Salomonis Commentarivs, Antverpiae, Plantin, 1628
- In primam partem D. Thomae commentaria, de Sancta Trinitate, Creatione In Genere, et Angelis, Antverpiae, 1634